# (120461) Gandhi
(120461) Gandhi ist ein Asteroid des Hauptgürtels, der am 10. Oktober 1990 von den deutschen Astronomen Freimut Börngen und Lutz D. Schmadel an der Thüringer Landessternwarte Tautenburg (IAU-Code 033) in Tautenburg entdeckt wurde.
Der Asteroid wurde am 24. September 2020 nach dem indischen Rechtsanwalt und Pazifisten Mohandas Karamchand Gandhi genannt Mahatma Gandhi (1869–1948) benannt, der zum geistigen und politischen Anführer der indischen Unabhängigkeitsbewegung wurde.
In der AstDyS-2-Datenbank wird (120461) Gandhi als Mitglied der Levin-Familie geführt, benannt nach dem Asteroiden (2076) Levin.